# MAD Lions
MAD Lions era una organització espanyola d'esports propietat d'OverActive Media. Actualment l'organització consta d'un equip que participa a la League of Legends EMEA Championship (LEC) amb el nom de MAD Lions KOI, fruit de la unió entre MAD Lions i KOI.
MAD Lions van guanyar el seu primer títol de LEC l'11 d'abril de 2021, proclamant-se campions de primavera en derrotar Rogue fita que van repetir a l'estiu guanyant contra Fnatic i, de nou, la primavera de 2023 quan van derrotar l'equip francès BDS.

## Plantilla actual[Quan?]de MAD Lions KOI[2]
| Myrwn     | Alex Pastor Villarejo | Toplaner   |
| Elyoya    | Javier Prades Batalla | Jungla     |
| Fresskowy | Bartłomiej Przewoźnik | Midlaner   |
| Supa      | David Martínez García | AD Carry   |
| Alvaro    | Álvaro Fernández      | Suport     |
| Melzhet   | Tomás Campelos        | Entrenador |
| Zeph      | Quentin Viguié        | Assistent  |
| Aagie     | Carlos Carpio Cuenca  | Analista   |

## Curiositats[calcitació]
- Les set estrelles del logotip provenen de la bandera de Madrid.
- El nom "MAD Lions" és en realitat un joc de paraules; mentre que el nom té sentit quan es llegeix explícitament, MAD no fa referència a l'adjectiu en anglès, sinó que és una abreviatura de Madrid. El nom també fa referència als lleons de la Fuente de Cibeles, un monument important de Madrid.